# Betsy Palmer
Betsy Palmer (East Chicago, Indiana; 1 de noviembre de 1926 - Danbury, Connecticut; 29 de mayo de 2015)fue una actriz estadounidense. Fue conocida por ser panelista del show de juegos Tengo un secreto y por interpretar a Pamela Voorhees en la famosa película slasher Viernes 13.

## Biografía
Nació como Patricia Betsy Hrunek en East Chicago, Indiana. Era hija de Marie Love, una ama de casa que encabezó el colegio de negocios de Chicago y Vincent Rudolph Hrunek, un químico industrial inmigrante de Checoslovaquia. 
Se graduó en la Universidad DePaul.

## Carrera
Palmer consiguió su primer trabajo interino en 1951 cuando se unió al elenco de 15 minutos de duración, Las soap opera, como la señorita "Susan", que fue producido en Filadelfia. Fue "descubierta" para este papel mientras disfrutaba de un partido en el apartamento del actor Frank Sutton (al Sargento Vince Carter de Gomer pyle, U. S. M. C.). Ella había estado en la ciudad de Nueva York menos de una semana.
Posteriormente se convertiría en un rostro familiar en la televisión como una larga y regular panelista en el quiz show "Tengo un secreto". Reemplazó a Faye Emerson en 1958 y hasta el final del espectáculo en 1967. También fue una de los anfitriones sustitutos para el espectáculo.
Palmer apareció como Kitty Carter en La larga línea gris (Cuna de héroes) (1955), protagonizada por Tyrone Power y Maureen O'Hara. También tuvo a la "Teniente Ann Girard" (el principal personaje femenino) en el elenco de estrellas de cine clásico Mister Roberts (1955), que tiene como protagonista a Henry Fonda, Jack Lemmon, y James Cagney. Actuó en el papel de Carol Lee Phillips en la película Reina de Las Abejas (1956), que protagonizaba Joan Crawford. Palmer fue protagonista de nuevo junto a Fonda así como con Anthony Perkins en la producción de Paramount del The Tin Star (Cazador de forajidos) (1957), un western que fue nominado para un Óscar como mejor guion e Historia. En 1958, jugó a ser una agente encubierta Phyllis Carter/Lynn Stuart en la película La verdadera historia de Lynn Stuart, con Kim Spalding como su marido, Ralph Carter. 
En 1988 actuó en el film Goddess of Love ("Se Ha Perdido Una Diosa"). En 1992 le tocó un papel en la ciencia ficción Still Not Quite Human ("Un robot en mi familia 3").
La necesidad de Palmer para comprar un coche nuevo fue su razón para tomar su papel más famoso en Friday the 13th. Ella contó en una entrevista, que su reacción inicial a la experiencia fue:"¡qué pedazo de basura, Nunca nadie va a ver esta cosa!" A pesar de su disgusto por la película, accedió a un cameo en Friday the 13th Part 2. Finalmente llegó a abrazar su participación en las películas desde que hizo su más famosa aparición en el documental de 2006 Betsy Palmer: A Scream Queen Legend. Palmer fue invitada a repetir su papel como la Sra. Voorhees en Freddy vs Jason en 2003, pero lo rechazó, al parecer debido a la baja remuneración que le ofrecieron.
Una de sus últimas apariciones en cine fue en la película de terror Bell Witch: The Movie en 2007.
Palmer creó el papel de "Suz Becker" en la CBS telenovela As the World Turns. Entre 1981 y 1982, apareció en Knots Landing como Bullock 'Ginny' de Virginia, la tía de Ewing Valente (interpretada por la estrella de la serie Joan Van Ark).
Palmer murió el 29 de mayo de 2015, de causas naturales en un centro de cuidados paliativos en Danbury, Connecticut. Su mánager de toda la vida, Brad Lemack, lo dijo a The Associated Press el 31 de mayo de 2015.

## Vida personal
Palmer se casó con el doctor Vincent J. Merendino el 8 de mayo de 1954; la pareja tuvo una hija, Missy (nacida en 1962). Se divorciaron en 1971.

## Premios
Palmer fue la ganadora del Premio Mayor en 2005 de la Conferencia de Nueva Inglaterra Teatro NETC en línea por su trabajo en el escenario.
Irónicamente el film "Viernes 13" tuvo 2 nominaciones a los Premios Razzie: Peor película y actriz secundaria para Betsy Palmer.